# Accumulatore agli ioni di litio

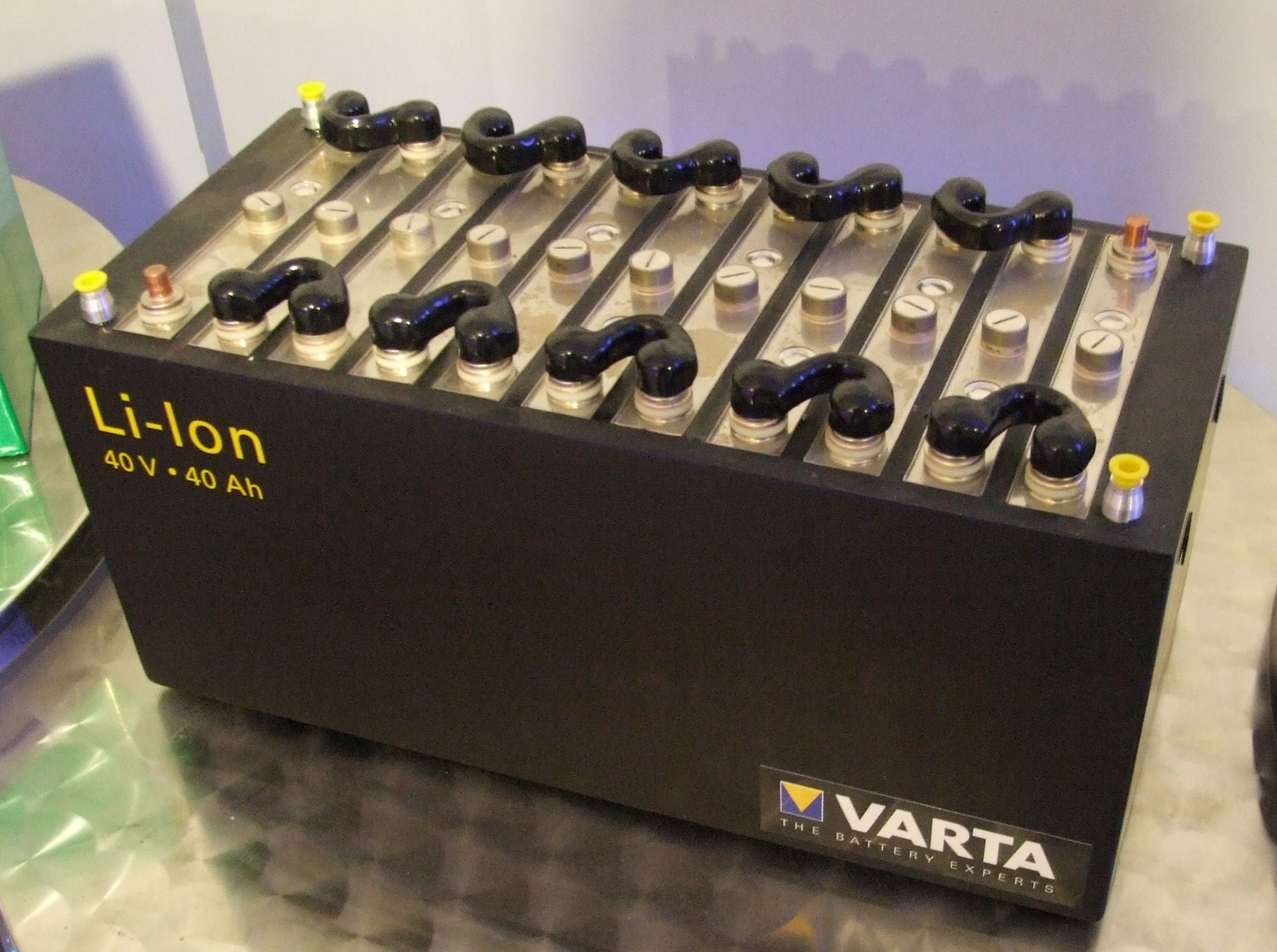
Batteria agli ioni di litio, Varta, Museum Autovision, Altlußheim, Germania

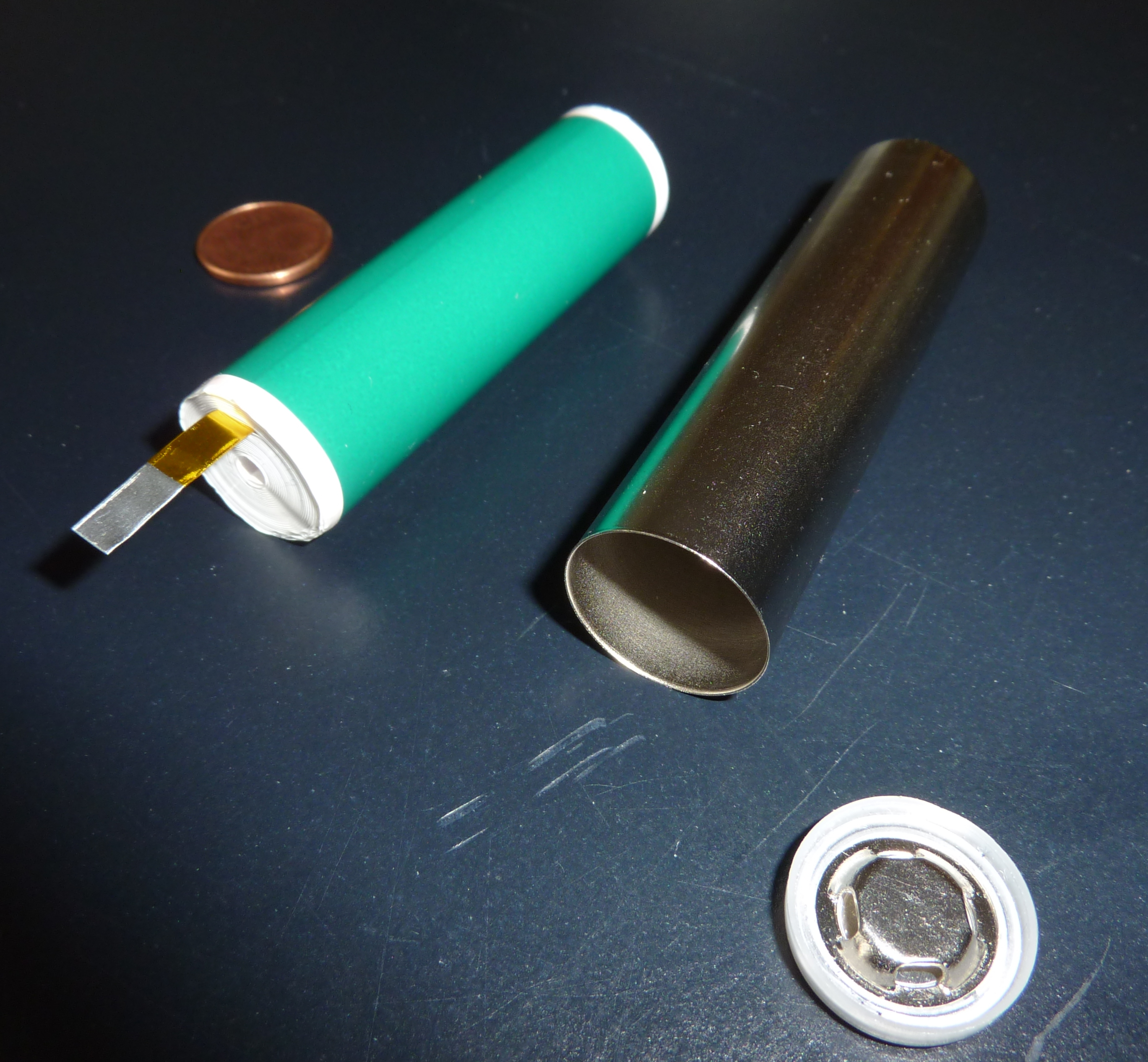
Cella cilindrica tipo 18650 prima della chiusura

L'accumulatore agli ioni di litio (LiIon) è un tipo di batteria ricaricabile che utilizza la riduzione reversibile degli ioni di litio per immagazzinare energia. È comunemente utilizzata per l'elettronica portatile, nei veicoli elettrici, in applicazioni industriali, militari e aerospaziali. L'invenzione si deve agli importanti progressi nel campo fatti a partire dagli anni settanta e ottanta da John Goodenough, Robert Huggins, Stanley Whittingham, Rachid Yazami e Akira Yoshino, progressi che nel 1991 permisero a Sony e Asahi Kasei la commercializzazione di questo tipo di batteria.
Goodenough, Whittingham e Yoshino hanno ricevuto nel 2019 il Premio Nobel per la chimica per lo sviluppo delle batterie agli ioni di litio.

## Storia
L'accumulatore agli ioni di litio fu proposto negli anni 1970 dal chimico britannico M. Stanley Whittingham mentre lavorava alla Exxon. Furono necessari altri venti anni di sviluppo prima che fosse abbastanza sicuro per essere usato in massa sul mercato; la prima versione commerciale fu creata dalla Sony nel 1991, a seguito di una ricerca di un team diretto da John B. Goodenough.
Nel febbraio del 2005 la Altair NanoTechnology, un'azienda statunitense situata a Reno (Nevada), annunciò un materiale per elettrodi di batterie al litio di dimensioni nanoscopiche. Il prototipo della batteria ha tre volte la potenza delle attuali batterie e può essere pienamente ricaricato in sei minuti.
Nel marzo 2005 la Toshiba ha annunciato un'altra batteria al litio a ricarica veloce, basata su una nuova tecnologia di nanomateriali, che procurano una ricarica ancora più veloce, una capacità più grande e un ciclo di vita più lungo. La batteria potrà essere utilizzata primariamente in settori industriali o negli autotrasporti.
Nel novembre 2005 la A123Systems annunciò una nuova batteria ancora più potente e ricaricabile più velocemente basata su una ricerca autorizzata dal MIT. La loro prima pila è in produzione (2006) e viene usata negli attrezzi di potenza e in conversioni Hybrids Plus Prius PHEV (anche se la conversione costa più del prezzo dell'auto, soprattutto a causa del costo delle batterie).
Tutte queste formulazioni coinvolgono nuovi elettrodi. Aumentando l'area effettiva dell'elettrodo - diminuendo la resistenza interna della batteria - la corrente può essere aumentata sia durante l'uso sia durante la ricarica. Questo è simile agli sviluppi ottenuti con il supercondensatore. Di conseguenza la batteria è capace di sviluppare più potenza (in watt); tuttavia, la capacità della batteria (amperora) è aumentata solo di poco.
Nell'aprile 2006 un gruppo di scienziati del MIT annunciò di aver trovato un modo per utilizzare i virus per formare cavi nanoscopici che possono essere usati per costruire batterie agli ioni di litio ultra sottili con tre volte la normale densità di energia.
Nel giugno del 2006 ricercatori in Francia hanno creato elettrodi di batteria in nanostrutture con capacità che ammontano a parecchie volte la capacità energetica, per peso e volume, degli elettrodi convenzionali.
Nel 2009 la nuova Mercedes-Benz S 400 BlueHYBRID ha visto l'inserimento integrato delle batterie agli ioni di litio all'interno del circuito di climatizzazione dell'auto, con il vantaggio di far funzionare sempre la batteria a una temperatura ottimale (15-35 °C) e di aumentare la durata e il rendimento di esercizio. La Daimler, casa costruttrice dell'auto in questione, è inoltre in fase avanzata di realizzazione di uno speciale tipo di cella piatta per ospitare la batteria che offre alta densità di energia in un ingombro ridotto e con elevati livelli di sicurezza.
Alla fine del 2009 è stata presentata una soluzione per risolvere il problema dell'esplosione di una di queste batterie in cortocircuito, si tratta d'inserire dei reagenti che bloccano la reazione chimica qualora la batteria raggiunga i 130 °C evitando di fatto l'esplosione. Un'altra possibile soluzione o palliativo al problema dell'esplosione della batteria è stata presentata da Apple, che ha presentato uno schema di una batteria munita di un involucro di rivestimento dotato di sacche e punti deboli per l'evacuazione dei vapori prodotti durante il cortocircuito.
Nel dicembre 2022, un team di ricercatori del National Accelerator Laboratory and Stanford ha ottenuto una batteria agli ioni di litio con un elettrolita a matrice polimerica contenente il 63% di sali di litio in peso (invece del tradizionale 50%). La batteria è risultata non infiammabile a 100°C.
Nel 2023 è stata sviluppata una batteria litio-aria con elettrolita solido (un polimero ceramico nanostrutturato) che raggiunge una densità energetica di 1.200 Wh per chilogrammo, quasi quattro volte superiore a quella delle batterie agli ioni di litio. La reazione coinvolge ossido di litio e quattro elettroni immagazzinati per molecola di ossigeno. La reazione avviene a temperatura ambiente con l'aria circostante e non richiede l'utilizzo di serbatoi.

## Descrizione
Gli accumulatori agli ioni di litio usano un composto di litio sul catodo e grafite o titanato di litio sull'anodo. Possono essere costruiti in una vasta gamma di forme e dimensioni, in modo da riempire efficientemente gli spazi disponibili nei dispositivi che li utilizzano. Sono anche più leggeri degli equivalenti fabbricati con altri componenti chimici, questo perché gli ioni di litio hanno una densità di carica molto elevata, la più alta di tutti gli ioni che si sviluppano naturalmente. Gli ioni di litio sono piccoli, mobili e immagazzinabili più rapidamente di quelli di idrogeno; inoltre una batteria basata sul litio è più piccola di una con elementi di idrogeno (come per esempio le batterie NiMH) e con meno gas volatili.
Questi accumulatori hanno uno scarso effetto memoria, inoltre hanno un basso tasso di autoscarica, circa il 5% mensile rispetto all'oltre 30% mensile delle comuni batterie all'idruro metallico di nichel (NiMH) e al 20% mensile di quelle al nichel-cadmio, ma come altri tipi di batterie soffrono di una lenta perdita permanente di capacità.

### Corrente massima e scarica
La corrente massima che può essere prelevata in continuo da un accumulatore agli ioni di litio dipende sia dalla capacità, sia dal tipo di carico. Per esempio nei dispositivi dove sono richieste correnti elevate, le batterie agli ioni di litio anziché mostrare una graduale diminuzione della durata d'uso del dispositivo, possono smettere di funzionare bruscamente; al contrario i dispositivi che richiedono bassa potenza possono generalmente sfruttare l'intero ciclo di vita della batteria.
Per evitare danni irreversibili un elemento agli ioni di litio non va mai scaricato sotto una certa tensione, di conseguenza tutti i sistemi che lo utilizzano sono equipaggiati con un circuito che spegne il dispositivo quando la batteria viene scaricata sotto la soglia predefinita; dovrebbe dunque essere impossibile scaricare la batteria "profondamente" in un sistema progettato per funzionare correttamente durante il normale uso.

### Autoscarica
Le batterie ricaricabili agli ioni di litio, così come altri tipi di batterie ricaricabili, si scaricano gradualmente anche se non forniscono corrente e restano inutilizzate, questo comportamento di "autoscarica" viene generalmente dichiarato dai produttori ed è tipicamente pari all'1,5–2% al mese, più circa il 3% assorbito dal circuito di sicurezza. La velocità di autoscarica aumenta con l'innalzarsi della temperatura, con lo stato di carica e con l'invecchiamento della batteria.

### Durata della batteria
La vita media di un accumulatore agli ioni di litio è generalmente definita con il numero di cicli carica-scarica completi per raggiungere una determinata soglia di guasto, in termini di perdita di capacità o aumento di impedenza. Generalmente i produttori definiscono il numero massimo di cicli carica-scarica che possono portare la batteria all'80% della capacità nominale; inoltre l'accumulatore presenta un degrado progressivo anche se non viene utilizzato, quindi il produttore nel definire la vita media del prodotto valuta anche il periodo passivo di stoccaggio. Il degrado della batteria durante la conservazione è influenzato anche dalla temperatura e dallo stato di carica della batteria; la combinazione di carica completa (100% dello stato di carica) e una temperatura elevata (oltre 50 °C) può causare un forte calo della capacità e la produzione di gas.
La durata del ciclo di vita dell'accumulatore è influenzata da molti fattori, tra cui temperatura, corrente di scarica, corrente di carica e stato di carica (profondità di scarica). In applicazioni reali come smartphone, laptop e auto elettriche, le batterie non vengono mai caricate o scaricate completamente, quindi definire la durata della batteria attraverso cicli di scarica completi può essere fuorviante. Per evitare questa confusione i ricercatori a volte usano la definizione di "scarica cumulativa", definita come la quantità totale di carica (in Ah) erogata dalla batteria durante tutta la sua vita, o cicli equivalenti che rappresentano la somma dei cicli "parziali" come frazioni di un ciclo completo di carica-scarica.

## Tipi
Le batterie agli ioni di litio (Li-Ion) si distinguono in varie sottocategorie a seconda del catodo o dell'elettrolita utilizzato:
- Chimica del catodo:
  - Batteria al litio-ferro-fosfato (LiFePO4): utilizza il litio-ferro-fosfato come materiale catodico
  - Batteria litio-titanato (LTO): hanno il vantaggio di una ricarica rapida
  - Batteria al litio-ossido di cobalto (LiCo2O4): utilizza il litio-ossido di cobalto come materiale catodico
  - Batteria al litio-ossido di manganese (LiMn2O4): utilizza il litio-ossido di manganese come materiale catodico
  - Batteria al litio-zolfo (LiS): per applicazioni ad alta densità di energia

- Chimica dell'elettrolita:
  - Batteria agli ioni di litio (Li-Ion): utilizza un elettrolita liquido: un sale di litio in un solvente organico
  - Batteria ai polimeri di litio (Li-Po): utilizza come elettrolita un polimero solido, e non liquido come il precedente

## Specifiche e design
- Densità specifica di energia: da 150 a 265 W·h/kg (da 540 a 960 kJ/kg)
- Densità volumetrica di energia: da 250 a 750 W·h/L (da 900 a 2700 J/cm³)
- Densità specifica di potenza: da 300 a 1500 W/kg (@ 20 secondi[31] e 285 W·h/L)

La reazione chimica tipica della batteria agli ioni di litio è come segue:
{\displaystyle \mathrm {Li} _{\frac {1}{2}}\mathrm {Co} \mathrm {O} _{2}+\mathrm {Li} _{\frac {1}{2}}\mathrm {C} _{6}\leftrightarrow \mathrm {Li} \mathrm {Co} \mathrm {O} _{2}+\mathrm {C} _{6}}
Le batterie agli ioni di litio hanno una tensione nominale di 3,6~3,7 V, che è il valore medio fra la tensione a piena carica (4,2 V) e quella oltre la quale non deve scendere (3,0~3,2 V). La carica si effettua a tensione costante con limitazione di corrente. Questo significa che la carica avviene a corrente costante finché l'elemento raggiunge quasi la tensione di 4,2 V (per sicurezza, di solito è inferiore di alcune decine di millivolt a tale valore), dopodiché continua a tensione costante finché la corrente diventa nulla o quasi (tipicamente la carica viene terminata al 3% della corrente iniziale di carica). Il tempo di ricarica dipende dalla capacità in ampere-ora della batteria e dalla corrente erogata dal caricabatteria, che in ogni caso non deve superare 1/10 della corrente di picco erogabile dalla batteria.
Gli elementi agli ioni di litio utilizzano i seguenti materiali: l'anodo è fatto con carbonio, il catodo è un ossido metallico e l'elettrolita è un sale di litio in solvente organico. Poiché in condizioni anormali di ricarica potrebbe essere prodotto litio metallico, che è molto reattivo e può sviluppare idrogeno se a contatto con umidità e quindi causare esplosioni, gli elementi agli ioni di litio solitamente hanno incorporati circuiti elettronici protettivi per evitare l'inversione di polarità, sovratensioni e surriscaldamento.

### Interfaccia a elettrolita solido
Un elemento particolarmente importante per far funzionare le batterie agli ioni di litio è l'"interfaccia a elettrolita solido" (SEI). Gli elettroliti liquidi nelle batterie agli ioni di litio consistono in elettroliti di sali di litio, come l'esafluorofosfato (LiPF6), il tetrafluoborato (LiBF4), o il perclorato (LiClO4), e solventi organici, come l'etere. Un elettrolita liquido conduce ioni di litio e quindi consente il trasporto delle cariche tra il catodo e l'anodo quando la batteria fa passare una corrente elettrica attraverso un circuito esterno. Tuttavia, elettroliti liquidi e solventi organici si decompongono facilmente sugli anodi durante la carica, impedendo il funzionamento ulteriore della batteria. Invece se si utilizzano solventi organici appropriati, gli elettroliti si decompongono e formano un'interfaccia elettrolitica solida alla prima carica, isolante elettricamente ma altamente conduttiva per gli ioni di litio. L'interfaccia previene la decomposizione degli elettroliti durante le ricariche successive. Per esempio, il carbonato di etilene si decompone relativamente con una tensione alta e forma una interfaccia forte e stabile; questa interfaccia viene chiamata SEI.
Vedi triossido di uranio per avere dettagli su come lavora il catodo. Mentre gli ossidi di uranio non vengono usati nelle batterie commerciali, il modo in cui gli ossidi di uranio possono reversibilmente inserire cationi è lo stesso di molte pile agli ioni di litio.

### Temperatura e carica di stoccaggio
È opportuno immagazzinare gli accumulatori agli ioni di litio a temperatura e carica corrette per mantenerne la capacità di carica. Per alcuni tipi di accumulatori al litio può essere necessario evitare di immagazzinarle a piena carica; per esempio una batteria conservata al 50% di carica può durare più di una conservata al 100%. Per converso se una batteria agli ioni di litio viene conservata con poca carica, c'è il rischio di permettere alla carica residua di cadere sotto la soglia minima, rendendo la batteria irrecuperabile; una volta che la carica è scesa sotto tale livello, ricaricarla può essere impossibile, in quanto il circuito interno di sicurezza presente nel dispositivo impedirà la ricarica.

## Problemi di sicurezza

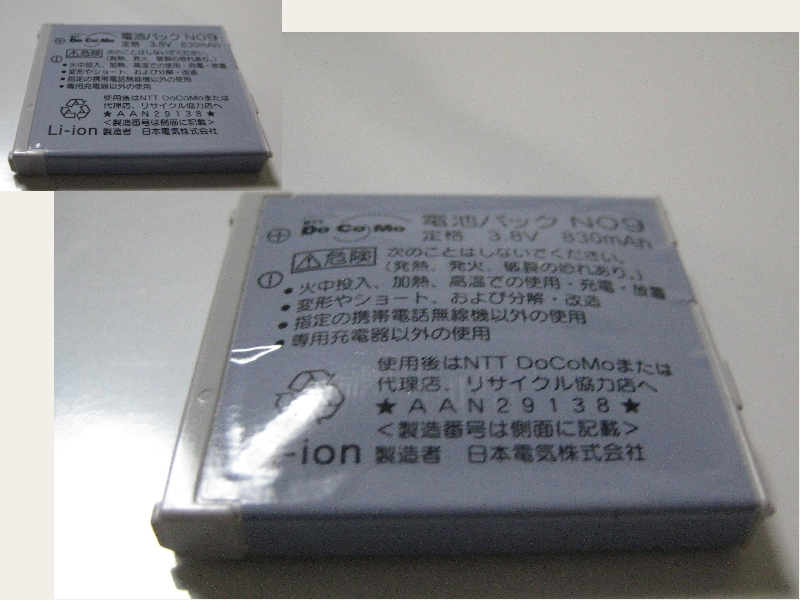
Esempio di batteria agli ioni di litio espansa e contenuta dal suo involucro contenitivo

Le batterie agli ioni di litio contengono un elettrolita infiammabile e se danneggiate o caricate in modo errato possono provocare esplosioni e incendi, Incidenti di questo tipo possono verificarsi quando le batterie agli ioni di litio non vengono smaltite nei canali a loro dedicati, ma vengono gettate insieme ad altri rifiuti. Il modo in cui vengono trattate dalle aziende di riciclaggio può danneggiarle e provocare incendi, che possono sfociare in conflitti su larga scala. Nel 2023 sono stati registrati dodici incendi di questo tipo in impianti di riciclaggio svizzeri.
Inoltre possono rompersi, prendere fuoco o esplodere quando sono esposte alle alte temperature o alla luce diretta del sole. Cortocircuitare una batteria al litio (difetto produttivo, danno diretto, degradazione chimica/dendriti), così come con altre batterie (p.e. batterie al piombo-acido, ecc.), ma anche un sovraccarico elettrico può causare una "fuga termica" e il successivo sfiato dell'elettrolito vaporizzato e facilmente infiammabile può causare incendi ed esplosioni.

Lo stato di carica incide sull'intensità delle reazioni in caso di fuga termica e rischio incendio, dove i modelli con carica da 70% al 100% producono costantemente sia fiamme che fumo, mentre con una carica di circa il 30% viene rilasciato pochissimo fumo e nessuna fiamma.
Il contenitore di una batteria agli ioni di litio non va mai aperto per nessun motivo. Esse contengono dispositivi di sicurezza: se danneggiati, possono anche causare l'incendio o l'esplosione della batteria. Questi dispositivi di sicurezza possono talvolta risultare inefficaci, per esempio nel caso in cui vi siano contaminanti all'interno delle singole celle. Il richiamo di più di dieci milioni di batterie utilizzate in laptop Asus, Dell, Apple, Lenovo/IBM, Panasonic, Toshiba, Hitachi, Fujitsu e Sharp da parte della Sony a metà del 2006 fu una conseguenza della contaminazione interna da parte di particelle metalliche. Sotto certe circostanze, queste particelle possono perforare il separatore, cortocircuitando la batteria e convertendone rapidamente tutta l'energia in calore. Il richiamo delle batterie per laptop prodotto da Dell nel 2006 non è stato il primo, ma solo il più grande. In seguito ci sono stati numerosi richiami di batterie agli ioni di litio in telefoni cellulari e laptop dovuti a problemi di surriscaldamento. Nel 2004 la Kyocera Wireless richiamò circa un milione di batterie usate nei telefoni. Nel dicembre 2009 la Dell ritirò circa 22 000 batterie dal mercato americano.
Kuzhikalail M. Abraham, un consulente sulle batterie al litio della E-Kem Sciences, dice che la spinta dell'industria dei computer ad aumentare la capacità delle batterie può testare i limiti dei componenti sensibili, come la membrana separatrice, una pellicola di polietilene o polipropilene spessa soltanto 20-25 µm. Precisa che la densità di energia delle batterie agli ioni di litio è più che raddoppiata da quando sono state introdotte nel 1991. Egli dice "Quando imballate la batteria con sempre più materiale, la pellicola può subire stress". È possibile rimpiazzare il catodo in ossido di litio e cobalto nelle batterie agli ioni di litio con catodi in metallo fosfato litiato, che non esplode e ha anche una maggiore vita di stoccaggio; queste batterie più sicure sembrano principalmente destinate alle automobili elettriche e altre applicazioni che necessitano di grandi capacità e dove le problematiche di sicurezza sono più critiche.
La durata delle batterie è ridotta dalla formazione di sottili filamenti detti dendriti. Questo inconveniente è stato ridotto sostituendo il liquido tra gli elettrodi con uno strato molto più sottile e leggero di materiale ceramico solido, e uno degli elettrodi con litio metallico solido.